# تپه لیا
تپه لیا مربوط به دوران‌های تاریخی پس از اسلام است و در شهرستان بوئین‌زهرا، بخش دشتابی روستای لیا واقع شده و این اثر در تاریخ ۲۸ فروردین ۱۳۸۰ با شمارهٔ ثبت ۳۷۳۲ به‌عنوان یکی از آثار ملی ایران به ثبت رسیده است.